# Tragedies van Shakespeare

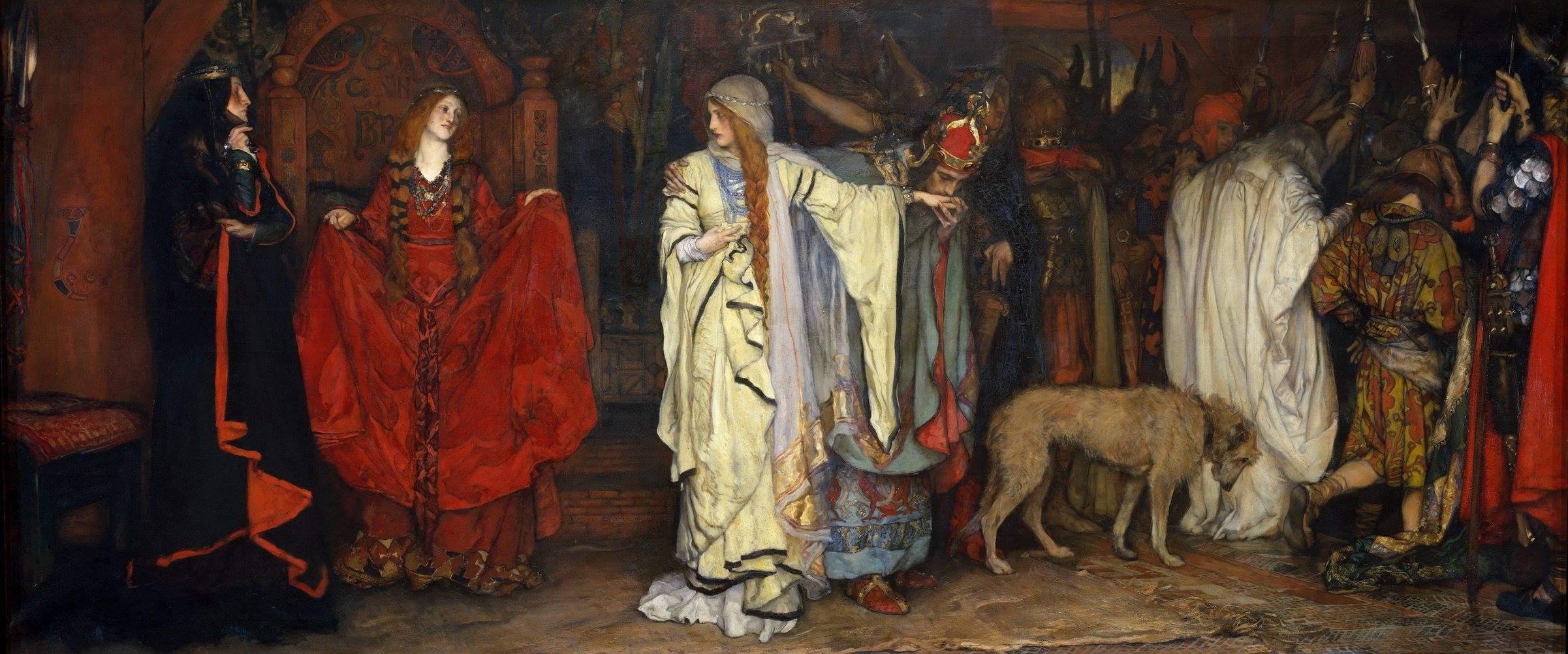
Cordelia neemt afscheid van haar vader in King Lear

Shakespeare schreef in het begin van zijn carrière diverse tragedies.
Een van zijn vroegste was de Romeinse tragedie Titus Andronicus (ca. 1590), die een paar jaar later werd gevolgd door Romeo and Juliet. Zijn meest bewonderde tragedies schreef hij echter in een periode van zeven jaar, tussen 1601 en 1608. Deze omvatten zijn vier grote tragedies Hamlet, Othello, King Lear en Macbeth, samen met Antony and Cleopatra, Coriolanus, het minder bekende Timon of Athens en Troilus and Cressida. Een shakespeareaanse tragedie zou men kunnen beschrijven als een vijfakter die eindigt met de dood van de belangrijkste personages. Elk van deze stukken draait om één tragische hoofdrolspeler, zoals Hamlet, King Lear, Othello en Macbeth, die Shakespeare zo levendig beschrijft dat de toeschouwer intens meeleeft met zijn tragische, vaak zelfgekozen lot.